# Anti-social behaviour order
Nel Regno Unito, un anti-social behaviour order (lett. "ordine di condotta antisociale"), detto comunemente ASBO, è un provvedimento emesso a carico di una persona che ha dimostrato, sulla base di prove, di aver partecipato a comportamenti anti-sociali.
Introdotto dal primo ministro Tony Blair nel 1998, l'ordine di condotta antisociale è stato progettato per prevenire piccoli incidenti che non richiedono necessariamente un'azione penale. Gli ordini consistono nel limitare il comportamento scorretto, ad esempio vietando il ritorno in una determinata area o in un istituto oppure limitando comportamenti individuali come, ad esempio, la frequentazione di bordelli o pub. Nel 2015 gli ordini sono stati sostituiti da nuove misure (CBO) più orientate al principio di tassatività in quanto collegate all'accertamento di un reato: i loro presupposti possono essere assimilati, in parte, al giudizio di pericolosità sociale delle misure di sicurezza del diritto italiano.

## Storia
Gli ASBO sono stati introdotti in Inghilterra, Scozia e Galles dal Crime and Disorder Act del 1998. Più tardi la legislazione ha rafforzato la sua applicazione: in Inghilterra e nel Galles questo è stato fatto in gran parte attraverso l'Anti-social Behaviour Act 2003, in Irlanda del Nord attraverso un Ordine del Consiglio e in Scozia con l'Antisocial and Sexual Behaviour etc. (Scotland) Act 2004.
La Scozia, comunque, aveva già un tribunale dedicato ai reati compiuti dai giovani.
In un comunicato stampa del 28 ottobre 2004, Tony Blair e David Blunkett hanno annunciato ulteriori misure per estendere l'uso e la definizione degli ASBO. Il mandato prevedeva di includere:
- ampliamento del programma di protezione testimoni nei casi di comportamento anti-sociale;
- più giurisdizioni competenti in materia;
- altri reati tra cui abbandono di animali, di rifiuti, graffiti, e disturbo della quiete pubblica;
- dare ai consigli parrocchiali in Inghilterra il potere di emettere decreti penali per le infrazioni.

Il comunicato stampa concludeva osservando che:
Il 25 ottobre 2005, la Transport for London ha annunciato l'intenzione di richiedere una nuova legge che desse loro il potere di emettere ordinanze contro evasori fiscali e di aumentare le multe. Il primo ASBO è stato comminato a Kat Richards per ripetuti comportamenti di ubriachezza e molestie. Al 31 marzo 2004, erano stati emessi 2455 ASBO in Inghilterra e Galles. Il 30 marzo 2006, l'Home Office ha annunciato che 7.356 ordini erano stati comminati a partire dal 1999 in Inghilterra e Galles.
Nel luglio 2010, il ministro Theresa May ha annunciato la sua intenzione di riformare le misure di comportamento anti-sociale per Inghilterra e Galles con l'abolizione dell'ASBO a tempo debito a favore di politiche alternative di difesa sociale.

## Descrizione
Nel Regno Unito, un ASBO può essere rilasciato in risposta a «una condotta che ha causato o era suscettibile di causare danni (molestia, allarme o disagio), ad una o più persone non della stessa casa e dove un ASBO è visto come necessario per proteggere le persone rilevanti da ulteriori danni anti-sociali da parte del convenuto». In Inghilterra e in Galles è emesso dalle "Magistrates' Courts", in Scozia dallo sceriffo della contea.

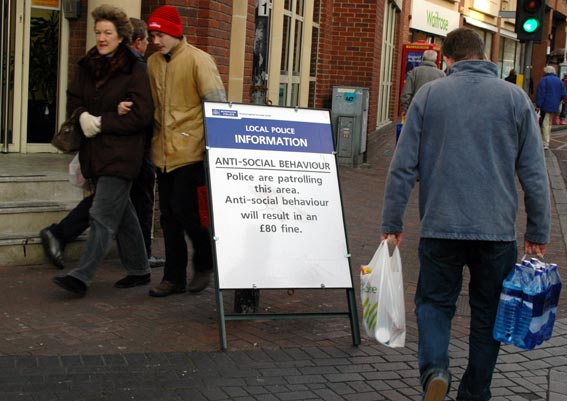
Un ASBO in una via a Richmond

Il governo britannico ha introdotto gli ASBO dal Crime and Disorder Act del 1998. Nel Regno Unito, un CRASBO (dall'inglese "criminal anti-social behaviour order") è un ASBO emesso in relazione a un comportamento antisociale che costituisce un crimine. I comportamenti anti-sociali comprendevano:
- automobili abbandonate
- incendio
- accattonaggio
- defecare/orinare in pubblico
- tossicodipendenze o sostanze correlate proibite
- dogging (esibizionismo erotico)
- ubriachezza
- evasione fiscale
- minaccia
- abbandono di rifiuti/discariche abusive/non raccolta deiezioni canine
- senza fissa dimora
- inquinamento acustico
- reati da incitamento
- sputare
- furto/rapina/taccheggio
- vandalismo

## Caratteristiche

### Requisiti di procedibilità
Le domande di ASBO sono giudicate da magistrati nelle loro competenze civili. Nonostante sia un procedimento civile, il giudice deve applicare il criterio dell'onere legale della prova. Questo standard quindi è virtualmente indistinguibile dalla norma penale. Il richiedente deve poter provare alla corte "in modo che sia sicuro" che l'imputato ha agito in modo anti-sociale. Allo stesso modo il giudice deve essere "soddisfatto in modo da essere sicuro", con lo stesso valore che un giudice dà alla giuria in un caso di un criminale sentito dalla Crown Court; questo è anche conosciuto come il soddisfare la corte al di là di ogni ragionevole dubbio.
Ai sensi dell'art 1 del Civil Evidence Act 1995, il richiedente (o un convenuto) ha il diritto di avvalersi di dichiarazioni dei testimoni senza chiamare i responsabili di tali dichiarazioni - noto come "sentito dire". Ma poi l'altra parte ha il diritto di chiedere al tribunale l'autorizzazione a chiamare quella testimonianza per l'interrogatorio.
Se il giudice si rifiuta di accogliere tale domanda, allora l'imputato non sarà in grado di interrogare i responsabili delle affermazioni per sentito dire. Tuttavia, l'imputato può richiedere che il giudice dia poco o nessun peso al un materiale testimoniale per sentito dire che non sia stato poi verificato nell'ambito del contraddittorio.
L'Evidence Act 1995 Sezione 4 stabilisce che:
L'Alta Corte ha sottolineato che l'uso delle parole "eventuali" dimostra che le prove “per sentito dire” non possono avere lo stesso peso di tutti gli altri Per un ASBO da fare, il richiedente deve dimostrare, oltre ogni ragionevole dubbio, che il soggetto si è comportato in un modo anti-sociale. Il richiedente può avvalersi anche di evidenze orali. Tuttavia, la Corte d'Appello ha dichiarato che non si aspetta che un tribunale emetta una sentenza basandosi unicamente su prove per “sentito dire”. Il Civil Evidence Act 1995 chiarisce che i tribunali dovrebbero considerare caso per caso. In altre parole, la Corte d'appello ancora una volta ha ribadito che i giudici dovrebbero prendere in considerazione tutti i materiali, secondo le parole dello statuto.
È compito del giudice il decidere quale peso dare alle prove per “sentito dire”. La Corte d'appello ha dichiarato che l'elevato standard di prova è difficile da soddisfare se l'intero caso, o la maggior parte di esso, si basa su prove per sentito dire. L'approccio giusto per un tribunale è di considerare in che misura la prova è per “sentito dire”. Tra l'altro, sostenuta da altre evidenze, la forza di persuasione consiste nella capacità di sostenere le istanze di prove per “sentito dire” e la “cogenza” è l'affidabilità delle prove contraddittorie fornite da un imputato.
Se, per esempio, dieci testimoni anonimi che non sono in accordo gli uni agli altri devono fornire una dichiarazione di testimonianza all'imputato sui comportamenti anti-sociali, lo devono fare in modo che ogni affermazione si riferisca in modo indipendente agli stessi eventi particolari e dove è supportata ogni dichiarazione sia da un testimone anonimo, come da un ufficiale di polizia, che confermi che i residenti hanno presentato denunce di una data persona in un dato periodo di tempo, affinché il giudice possa emettere la sentenza, secondo quelle affermazioni su cui ha conferito un diverso peso.

### ASBO frequenti
Un ordine può contenere solo divieti negativi e non può contenere un obbligo positivo. Per ottenere un ASBO, devono essere soddisfatte due condizioni da parte dell'autorità richiedente (vedi S.1 (1) Crime and Disorder Act del 1998):
1. l'imputato deve aver commesso atti che causano o possono causare molestia, allarme o disagio entro sei mesi dalla data di emissione della denuncia.
2. un ordine è necessario per proteggere le persone da ulteriori comportamenti anti-sociali.

Il richiedente dell'ASBO deve dimostrare alla corte che l'individuo ha agito in modo anti-sociale, in altre parole, in un modo che ha causato o avrebbe potuto causare molestia, allarme o disagio per una o più persone non dello stesso nucleo familiare. Un tribunale può ordinare che una ASBO solo se tale ordine è 'necessario'. Inoltre, ogni atto proibito di solito è un atto preparatorio per un altro reato piuttosto che il reato per il quale è stata presentata la denuncia, ma non sempre. Inoltre, ogni divieto deve essere necessario, per es., può essere inappropriato per una condotta di affissione vietata, oppure in contrasto con il divieto di emissione di una vernice spray in grado di imbrattare una superficie particolare. L'ordine sarà necessario solo se il giudice sia sicuro che il convenuto ha continuamente effettuato delle affissioni o utilizzato impropriamente delle bombolette spray in una zona specifica.
Un ordine deve essere comminato su misura per il singolo imputato, quindi l'ASBO rappresenta "una forma personalizzata di diritto penale" In tal senso l'apporto dei servizi sociali è fondamentale per redigere le dovute relazioni o inchieste sociali alla Corte.
Un ASBO, dal punto di vista strettamente giuridico, è molto simile ad una ingiunzione civile, anche se le differenze sono importanti. In primo luogo, l'ingiunzione si propone di proteggere la società in generale, in una determinata area residenziale, piuttosto che sulla base di un solo individuo. In secondo luogo, la violazione di un ASBO è un reato tanto da essere giudicato da un tribunale penale in applicazione di norme penali al di là di ogni ragionevole dubbio Un ordine di rinvio in carcere è raccomandato per la violazione di una ingiunzione civile, ma è improbabile che un tribunale possa esercitare tale potere. Una persona colpita da un ASBO per un dato comportamento, ma non per un reato che ha commesso, ha diritto di appello sia contro la comminazione dell'ordine e sia contro le sue condizioni ad un Tribunale superiore. C'è anche la disponibilità di un ricorso alla Corte suprema per mezzo del cd. "caso dichiarato". Non vi è alcun ricorso, invece, contro la variazione degli ordini, nonché quando la variazione sia stata usata per aggiungere condizioni supplementari o peri estendere la durata di un ASBO.
La domanda di ASBO è considerata dal giudice nella sua giurisdizione civile ed è un ordine civile a tutti gli effetti. Tuttavia la violazione di un ASBO è un reato e la condanna può comportare fino a cinque anni di carcere. La legislazione ancora in vigore costringe i magistrati a comminare un ordine su un minorenne per violazioni di ASBO, sebbene di durata inferiore a quelle previste per gli adulti.
Altri esempi:
- Vandalismo[31][32]
- Furto[33]
- Abuso del diritto[34]
- Danneggiamento[33]
- Flyposting[35]
- Organizzazione illecita di rave party[36]
- Elemosina[37]
- Tentativi di suicidio[38]

### ASBO meno frequenti
Alcuni casi poco frequenti che hanno portato all'assegnazione di un ASBO, come indicato da una relazione al Ministero dell'Interno, includono le seguenti situazioni:
- Due ragazzi adolescenti da est Manchester hanno subito il divieto di indossare un guanto da golf, inteso come un simbolo di appartenenza ad una gang particolare.[11]
- A un ragazzo di 13 anni è stato vietato di usare la parola "erba" come termine di abuso al fine di minacciare altre persone.[11]
- A un ragazzo di 15 anni è stato vietato il gioco del calcio nella sua strada.[11]
- Ad un ragazzo di 18 anni, a cui è stato proibito di radunarsi con più di tre ragazzi, fu arrestato successivamente, quando entrò in un club molto popolare. Il tema in programma per quel giorno è stato come affrontare i comportamenti antisociali.[11]
- Al primo agricoltore a ricevere un ASBO è stato ordinato di mantenere le sue oche e suoi maiali a bada per non danneggiare la proprietà del suo vicino.[11]
- Il più vecchio caso di un ASBO è un uomo di 87 anni accusato di sarcasmo a danno dei suoi vicini.[11]
- A due anni un bambino è stato accusato di calciare un pallone sulle finestre oltre un recinto ed aver insultato i residenti quando gli veniva chiesto di fermarsi. Questo, tuttavia, si rivelò essere un falso allarme della polizia[39].
- Ad una donna è stato vietato di fare eccessivo rumore durante il coito ovunque in Inghilterra.[40]

## Prospettive sull'ASBO
Dalla loro nascita, gli ASBO sono stati controversi, in quanto criticati come "senza giustificazione forte e di principio", una distrazione dal fallimento della legge del governo e per le politiche, una "ricetta per vigilantismo istituzionalizzato", e un "emblema del populismo punitivo". Andrew Rutherford ha commentato che "ASBO offre un esempio particolarmente evidente della criminalizzazione della politica sociale". Un sondaggio di MORI pubblicato il 9 giugno 2005 ha rilevato che l'82% dei cittadini britannici erano favorevoli all'ASBO, tuttavia, solo il 39% ritiene fossero efficaci nella loro forma attuale.
Andrew Ashworth è critico a proposito dell'ASBO e sottolinea come lo strumento porti a criminalizzare un comportamento che altrimenti sarebbe lecito. Altre persone hanno espresso preoccupazioni circa la natura aperta della sanzione: non ci sono, infatti, particolari restrizioni ai termini che il giudice può imporre tramite l'ASBO, né restrizioni su che cosa possa essere designato come comportamento antisociale. I critici hanno segnalato che solo il 3% delle applicazioni ASBO sono state rifiutate. Nel luglio 2007 il Local Government Ombudsman (difensore civico dell'amministrazione locale) ha pubblicato un rapporto che criticava il Manchester City Council per aver emesso un ASBO sulla sola base dei racconti e delle lamentele di un vicino, non corroborati dai fatti, e il Consiglio ha accettato di pagare £ 2000 a titolo di risarcimento.
Un memorandum del 2005 presentato dall'Associazione Nazionale di Probation Officers (NAPO) ha affermato che "vi è ampia evidenza il rilascio di ASBO da parte dei tribunali di essere incoerenti e quasi una lotteria geografica. C'è grande preoccupazione che le persone stanno in carcere a seguito della violazione di un ASBO in cui la colpa originale si era non la detenzione. Vi sono anche prove che ASBO sono stati utilizzati dove la gente ha salute mentale problemi in cui il trattamento sarebbe più appropriato. Secondo il NAPO il momento giusto per una revisione di fondo del ricorso e l'adeguatezza dei ASBO comportamento da parte della Office Home."
Nel 2002, i dati del Ministero dell'Interno hanno affermato che nei casi in cui le informazioni erano disponibili, vi era un'alta proporzione in cui le circostanze attenuanti sembravano aver contribuito al loro comportamento. Quasi un quinto ha avuto un problema di abuso di droga e un sesto ad abuso di alcolici. Nel complesso il 44% ha avuto un problema di abuso di sostanze o difficoltà di apprendimento e un ulteriore 16% di persone con problemi psicologici e di comportamento in famiglia. Risultati simili si trovano in Scozia. Una revisione casefile ha mostrato che il 55% di coloro che avevano dato ASBO abuso di sostanze, salute mentale, disabilità o problemi di apprendimento. ("L'uso di ASBO In Scozia", H. Pawson, Scuola dell'ambiente costruito, Herriot-Watt University, Edinburgh, 2007.)
Un sondaggio della gioventù del British Institute for Children with Brain Damages nel 2005 ha mostrato che il 38% di ASBO è stato comminato ai giovani con significativi disturbi mentali. Problemi inclusi depressione clinica / tendenze suicide, autismo, psicosi, disturbi della personalità, difficoltà di apprendimento, e ADHD. Al contrario, la stessa indagine di squadre ASBO ha dato solo una incidenza del 5% riferito di problemi psichici. Questa differenza enorme suggerisce che la maggior parte dei team ASBO non prendono in considerazione i problemi di salute mentale, anche se le garanzie Ministero dell'Interno per le persone vulnerabili nel processo ASBO lo richiedono.
L'efficacia dell'ASBO è stata messa in discussione dalla Camera dei Comuni dove si è affermato che vi sono state circa 53,7% di violazioni in Inghilterra nel 2005, 69,4% nel 2006, 70,3% nel 2007. Nelle grandi città i tassi di violazione possono essere superiori: a Manchester ha raggiunto il 90,2% nel 2007. Ciò solleva una questione interessante: il primo test per giustificare il rilascio di un ASBO non risponde ad alcun standard penale. La seconda prova è che l'ordine è necessario per prevenire future condotte anti-sociali e di fornire protezione alla vittima, tuttavia la norma penale non è applicata a regola d'arte. Infatti Lord Steyn (House of Lords in R(relativo all'applicazione dei McCann) contro Manchester Crown Court, 2003 1 AC 787.812, comma 37) ha detto
che tale ordine è necessario per proteggere le persone da ulteriori atti anti-sociali, non comporta un livello di prova: è un esercizio di giudizio o valutazione.
Con gli attuali tassi di criminalità nazionale del 70%, più alta in alcune città, e un tasso di circa il 98% di successo nel concedere ordini di ASBO, qualsiasi giudizio, in pratica, deve frequentemente essere difettoso.
Secondo le valutazioni del governo (ad esempio Housing Sommario di Ricerca n. 230 DfCLG) nel sostegno alle famiglie di tipo intensivo (Sin Bin) progetti presentati per integrare ASBO, l'80% delle famiglie aveva problemi mentali gravi e/o di salute fisica e problemi di difficoltà di apprendimento: una su cinque famiglie hanno bambini affetti da Disturbo da deficit di iperattività, il 60% delle famiglie sono state riconosciute come vittime di condotta anti-sociale. I project manager hanno descritto molte famiglie come un “facile capro espiatorio” nelle controversie legali. Il HRS 230 richiede una revisione della politica ASBO e delle procedure di indagine per rendere l'intero processo più equo.
In uno studio successivo su 53 progetti da parte del Centro Nazionale per la Ricerca Sociale è emerso che il 42% dei bambini con problemi di salute mentale sono stati segnalati per iperattività, e il 29% per depressione o stress. Tra gli adulti, il 69% ha avuto la depressione.
Una successiva revisione completa dei progetti di intervento familiare da oltre un decennio ha trovato poche evidenze oggettive di significativa riduzione della condotta anti-sociale nelle famiglie, ed ha concluso che molti problemi di salute mentale e della disabilità sono rimasti in gran parte immutati.
Nel Regno Unito molti vedono l'ASBO come un sistema esclusivamente rivolto ai giovani delinquenti. Addirittura, vi è stata la critica che un ASBO a volte è visto come una forma di prestigio sociale da parte loro.

### Nacro
Il più grande ente di giustizia penale e di beneficenza in Inghilterra e Galles, la Nacro, ha pubblicato due relazioni: la prima sostenendo che gli ASBO siano un fallimento dovuto ai costi e troppo lenti nei procedimenti; la seconda criticando il loro uso da parte del giudice, aggiungendo che sono comminati troppo in fretta, prima che le alternative fossero formulate.

## Abolizione
Gli ASBO sono stati sostituti nel 2015 dalle misure cautelari e dai criminal behaviour order, secondo le disposizioni contenute nell'Anti-Social Behaviour, Crime and Policing Act del 2014.
Un ordine di comportamento criminale (CBO) è un ordine per l'autore di un reato, emesso da un giudice in Inghilterra e Galles su richiesta del pubblico ministero, emesso a seguito di una condanna. Esso opera per qualsiasi reato riconosciuto nella Crown Court, in una magistrates' court o una corte minorile. C'è una grande discrezione sul contenuto dell'ordine: un CBO può proibire al trasgressore di fare qualsiasi cosa descritta nell'ordine o richiedere al trasgressore di fare qualsiasi cosa descritta nell'ordine; può anche avere entrambi i contenuti.
Affinché un CBO possa essere emesso, il tribunale deve essere convinto, oltre ogni ragionevole dubbio, che l'autore del reato si è comportato in modo tale da causare (o potrebbe causare) molestie, allarme o angoscia a qualsiasi persona; la corte deve anche ritenere che l'ordine aiuterà a impedire al trasgressore di intraprendere un tale comportamento.
La violazione della CBO può comportare la condanna dell'imputato e la detenzione fino a 4 anni.